# Csaroda

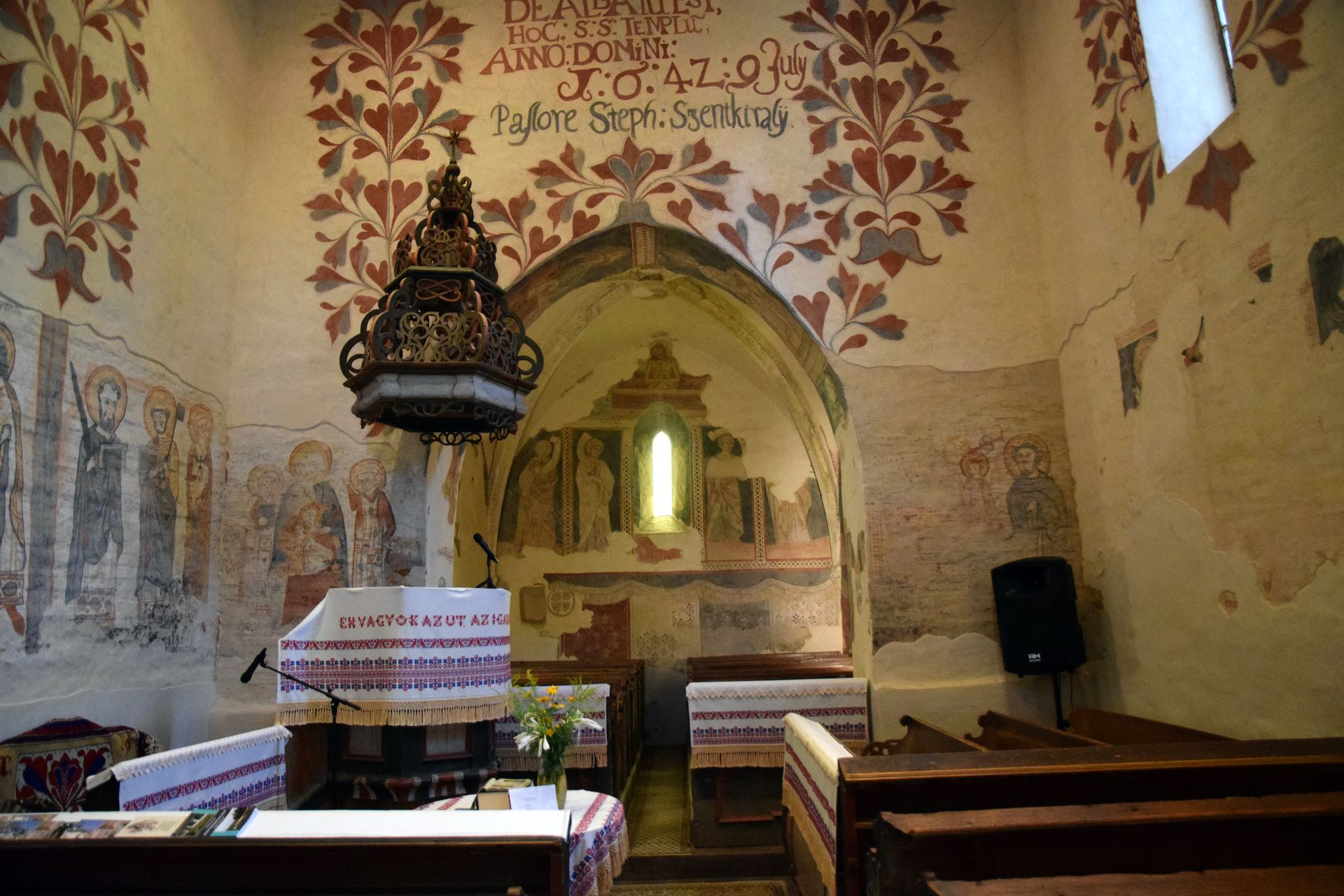
Templombelső

Csaroda község Szabolcs-Szatmár-Bereg vármegyében, a Vásárosnaményi járásban.

## Fekvése
A vármegye keleti részén helyezkedik el, a Beregi-síkságon, a megyeszékhely Nyíregyházától 73, a legközelebbi várostól, Vásárosnaménytól pedig 12 kilométer távolságra.
A szomszédos települések: észak felől Gelénes, északkelet felől Beregdaróc, kelet felől Márokpapi, dél felől Hetefejércse, délnyugat felől Jánd, nyugat felől pedig Tákos.

### Megközelítése
Legfontosabb közúti megközelítési útvonala a 41-es főút, amely áthalad a központján. Gelénessel a 4124-es, Hetefejércsével és Tarpával a 4125-ös út köti össze..

## Története
Csaroda és környéke már a honfoglalás előtt is lakott hely volt. Nevét írásos formában 1299-ben említik  először az oklevelek. A település nevét az itt folyó Feketevíz patak szláv elnevezéséről (Csernavoda) kapta. A 13. században a Káta nemzetség birtoka. E nemzetségből származott a Csernavodai család. A 14. században jelentős hely volt birtokosa a Carodai család révén, amely  Bereg vármegye vezető tisztségviselőit adta, és a kor szokása szerint Bereg vármegye egy évszázadon át elöljárójának lakóhelyén tartotta a megyegyűléseit. 1446-ban birtokosai Vetési György és Mihály. 1461-től 1476-ig a Tegzes, Drágfy, Daróczy és Újhelyi családok birtoka. 1696-ban kihal a Csarodai család utolsó férfi tagja is. A 19. század elején a Lónyai, Rédey és Bay család is birtokol a településen és szomszédságában. 1851-ben Gróf Teleky család is birtokosai közé tartozik.

## Közélete

### Polgármesterei
- 1990–1994: Lukovics Bertalan (Beregi Ifjúsági Szövetség)[3]
- 1994–1998: Lukovics Bertalan (független)[4]
- 1998–2002: Lukovics Bertalan (független)[5]
- 2002–2006: Lukovics Bertalan (független)[6]
- 2006–2010: Király Béla István (független)[7]
- 2010–2013: Király Béla István (Fidesz-KDNP)[8]
- 2013–2014: Hézser Ákos Pálné (független)[9][10]
- 2014–2019: Hézser Ákos Pálné (Fidesz-KDNP)[11]
- 2019–2024: Hézser Ákos Pálné (Fidesz-KDNP)[12]
- 2024– : Hézser Ákos Pálné (Fidesz-KDNP)[1]

A településen 2013. október 20-án időközi polgármester-választást kellett tartani, az előző polgármester halála miatt.

## Népesség
A település népességének változása:
| Lakosok száma | 580  | 565  | 578  | 571  | 557  | 556  | 543  |
|               | 2013 | 2014 | 2015 | 2021 | 2022 | 2023 | 2024 |

2001-ben a község lakosságának közel 100%-a magyar nemzetiségűnek vallotta magát.
A 2011-es népszámlálás során a lakosok 95,5%-a magyarnak, 0,4% cigánynak, 0,2% németnek, 0,6% ukránnak mondta magát (4,5% nem nyilatkozott; a kettős identitások miatt a végösszeg nagyobb lehet 100%-nál). A vallási megoszlás a következő volt: római katolikus 5,8%, református 78,8%, görögkatolikus 1,7%, felekezeten kívüli 3,3% (10% nem válaszolt).
2022-ben a lakosság 94,6%-a vallotta magát magyarnak, 1,1% ukránnak, 0,4% cigánynak, 0,4% németnek, 0,2% ruszinnak, 0,2% görögnek, 1,4% egyéb, nem hazai nemzetiségűnek (5,4% nem nyilatkozott; a kettős identitások miatt a végösszeg nagyobb lehet 100%-nál). Vallásuk szerint 4,7% volt római katolikus, 65,7% református, 3,8% görög katolikus, 0,7% ortodox, 0,2% egyéb keresztény, 5,6% felekezeten kívüli (19% nem válaszolt).

## Turizmus, nevezetességek

### Református templom
Református temploma késő romantikus stílusban, a 13. században épült a Csaronda-patak árterületéből kiemelkedő szigeten (szárazulaton). Az alul teljesen zárt nyugati homlokzat fölött emelkedik a hajóba beugró karcsú torony. A körerkélyes tornyot zsindellyel borított hegyes sisak koronázza. A templom belsejében színes falfestés maradványai láthatók. A festménymaradványok a kor divatja szerinti magyaros motívumokat, „mosolygó szenteket” ábrázolnak). A templom mellett fa harangláb áll, amely szintén a 13. századból származik.

### Látogatóközpont
2024 szeptembere óta turisztikai célú látogatóközpont működik Csarodán. A látogatóközpontot 75 millió forintból a Tiszántúli Református Egyházkerület hozta létre EU-s támogatással. Az "igényes, informatív és hívogató" központ létjogosultságát megalapozta, hogy Európában nincs még egy ilyen kis területű régió, ahol egységnyi területen ennyi középkori templom lenne, mint itt. Ezek között három Europa Nostra-díjas templom is van, a gyügyei, a szamosújlaki és a sonkádi, melyek egyedülálló értéke is indokolta a látogatóközpont létesítését.
 

Az ide látogató tájékoztatást kaphat a Felső-Tisza-vidék komplex turisztikai kínálatáról és elérhető szolgáltatásairól csakúgy, mint A középkori templomok 

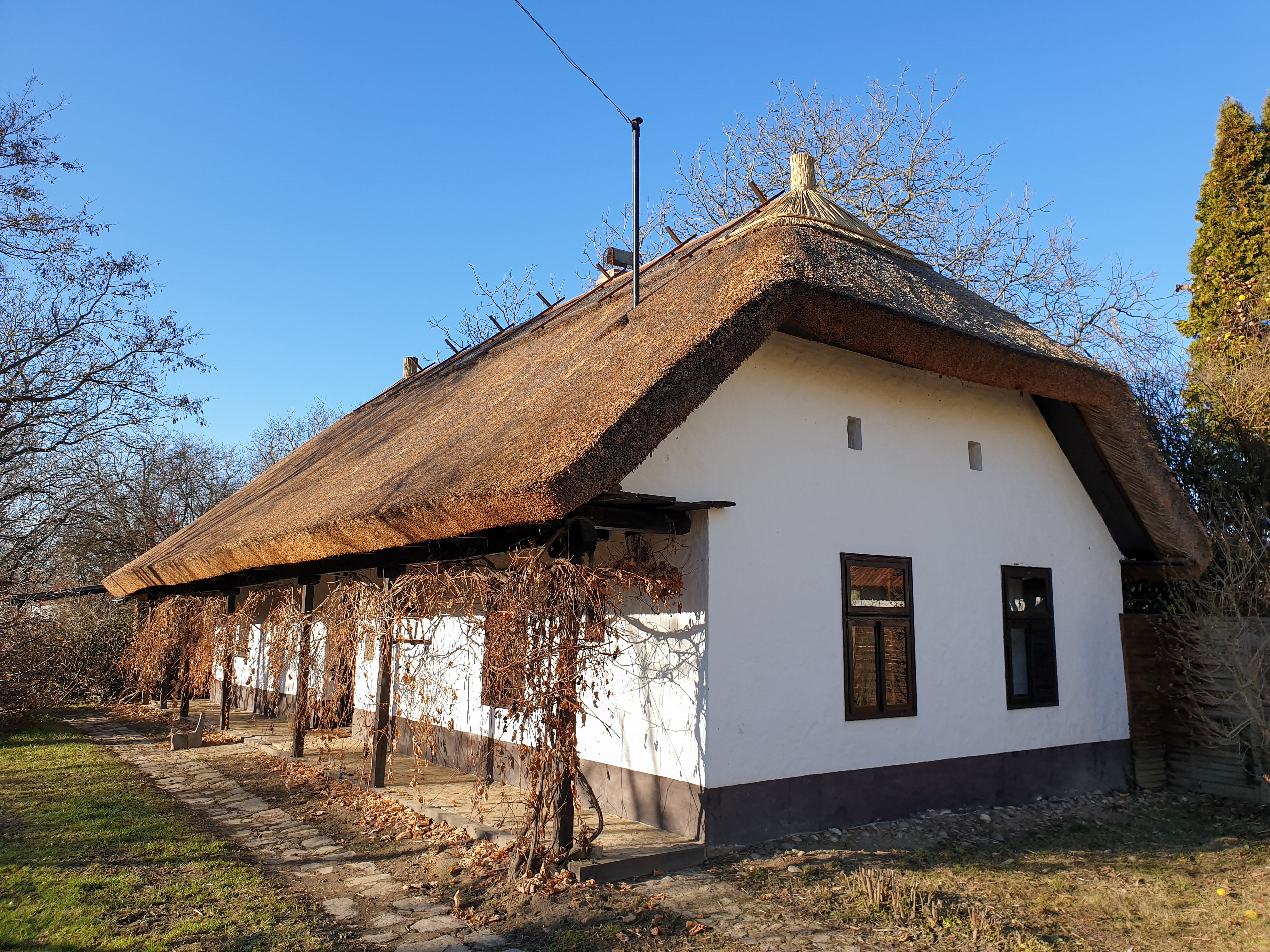
Hagyományos parasztház

útjaként ismert, egyházi műemléképületeket magában foglaló tematikus útvonalról.

### Tájház
Csaroda nevezetességei közé tartozik a tájház, amit egy favázas, paticsfalas parasztházból alakítottak ki.

## Természeti értékei
Csaroda szomszédságában található a Bábtava, egy tőzegmohaláp-sziget.